# Nuno Frechaut
Nuno Miguel Frechaut Barreto (Lisszabon, 1970. augusztus 6. –) portugál válogatott labdarúgó.
A Portugál labdarúgó-válogatott tagjaként részt vett a 2002-es labdarúgó-világbajnokságon és a 2004. évi olimpián.

## Statisztika

### Válogatott
| 2001     | 7  | 0 |
| 2002     | 4  | 0 |
| 2003     | 3  | 0 |
| 2004     | 1  | 0 |
| 2005     | 2  | 0 |
| Összesen | 17 | 0 |

## Sikerei, díjai
- Boavista FC
  - Portugál bajnok: 2000-01